# Tanzaku
Tanzaku (短冊) são pequenos bilhetes onde as pessoas fazem seus pedidos e os prendem em bambus no dia do Tanabata. Este costume teve origem no ano de 1818. Os papéis, tradicionalmente, possuem as seguintes cores:
- branco (paz);
- amarelo (dinheiro)
- verde (esperança)
- vermelho (paixão)
- rosa (amor)
- azul (proteção dos céus).

Os bilhetes com os pedidos são queimados no final da festa para que os desejos cheguem ao céu. Segundo a Lenda, as estrelas Altair e Vega realizarão o pedido.
No Japão, a maior comemoração do Festival Tanabata - derivado do nome da divindade Tanabatatsume - é realizado na cidade de Sendai, capital da província de Miyagui, onde são erguidos mais de três mil mastros de bambus ao longo de suas ruas centrais atraindo milhões de visitantes. Em São Paulo, no Bairro da Liberdade, mais de 100 mil pessoas celebram a data com inúmeros festejos. 